# Zanthoxylum integrifoliolum
Espèce
Classification phylogénétique
Synonymes
- Fagara integrifoliola Merr.[1]

Statut de conservation UICN

 DD  : Données insuffisantes
Zanthoxylum integrifoliolum est une espèce de plantes du genre Zanthoxylum de la famille des Rutaceae.